# Râul Ojdula
Râul Ojdula este un curs de apă, afluent al Râului Negru.  Se formează la confluența brațelor Orbai și Orbaiul Mic